# 이승우 (농구 선수)
이승우(李升宇, 2001년 1월 19일 ~ )은 대한민국의 농구 선수이자, 울산 현대모비스 피버스 소속의 농구 선수이다.

## 선수경력

### 창원 LG 세이커스시절
2021-2022시즌 신인드래프트에서 1라운드 1순위 전체 5순위로 창원 LG 세이커스에 지명되었다. 지명 후 주로 식스맨으로 활약했다.

## 플레이스타일
- 기본기가 뛰어나고 볼핸들링, 운동능력, 돌파력도 우수하다. 힘이 좋아 본인보다 사이즈가 큰 선수들을 상대로 포스트업을 잘 시도하는 편이다. 수비 활동 반경이 넓으며 몸을 이용한 수비에도 능하다.
- 슛이 없는 선수는 아니지만, 3점슛과 자유투는 개선이 필요하다. 윙스팬(192cm)도 상대적으로 짧은 편.

## 출신학교
- 여수화양고등학교
- 한양대학교 스포츠산업학과 졸업